# Arctostaphylos hispidula
Arctostaphylos hispidula är en ljungväxtart som beskrevs av Howell. Arctostaphylos hispidula ingår i släktet mjölonsläktet, och familjen ljungväxter. Inga underarter finns listade i Catalogue of Life.